# Carl Leopold Röllig
Carl Leopold Röllig (Hamburg, Alemanya, al voltant del 1745 - Viena, Àustria, 3 de març de 1804) fou un compositor alemany, intèrpret de l'harmònica de vidre. Va experimentar amb la invenció de diversos instruments, entre ells l'òrfica, però va acabar sent contractat com a bibliotecari a la cort de Viena sota les ordres del baró von Swieten.
Entre els anys 1764 i 1769 i des de 1771 fins al 1772, fou director teatral de la companyia Ackermann a Hamburg. Realitzà una gira per Alemanya amb l'harmònica de vidre, de la que apareixen dades almenys a Hamburg i Berlín. Röllig estava preocupat per la millora de l'harmònica de vidre i l'efecte nociu que provocava al sistema nerviós (possiblement pel contacte amb la pols del vidre), fins al punt de buscar un mecanisme o teclat amb el que no fos necessari tocar el vidre directament. Aconseguiria aquest desenvolupament, perdent però els tons delicats que oferia l'instrument en un inici.
Röllig va deixar diverses composicions per a l'harmònica de vidre, així com diversos escrits sobre l'instrument i sobre els seus altres experiments.
El 1797 acceptà un lloc a la Biblioteca de la cort de Viena. Se li deu una comèdia lírica Clarisse; diverses composicions per harmònium i piano, i diversos lieder, amb acompanyament d'aquest instruments.
A més va escriure Glasharmonica (Dresden, 1780), Orphika, (1795), Ueber die harmonika, Versuch einer musikalischen Intevallentaelle, Miscellanea, i diversos articles per l'Allgemeine Musikal-Zietung.